# Vision de Turchill
La Vision de Turchill, ou Visio Thurkilli en latin, est le nom d’un texte datant du XIIIe siècle. Écrit entre 1206 et 1218 par l’abbé Raph Coggeshall, le texte décrit en détail la vision d’un paysan anglais nommé Turchill. Ce dernier affirme avoir effectué un voyage de deux jours dans l’au-delà en compagnie de saint Julien l'Hospitalier. Durant ce voyage, Turchill visite le purgatoire ainsi que l'Enfer avec tous les châtiments qui y sont infligés. 

## Source
La vision de Turchill viendrait de la région de l’Angleterre de l’Essex. Elle aurait eu lieu en octobre 1206. La vision sera mise à l’écrit entre 1206 et 1218, date à laquelle Raph Coggeshall, à qui l’on attribue ce texte, termine son rôle d’abbé. Ce dernier est également l’auteur de la Vision du moine d’Eynsham. La vision sera récupérée et modifiée par Roger de Wendover et finalement ajoutée au recueil de celui-ci intitulé Flores Historiarum. Matthieu Paris reprendra et poursuivra le travail de Roger de Wendover. Une autre copie de la vision de Turchill provient de l’abbaye de Saint-Albans. Le texte original ayant été rédigé en latin, la plus récente traduction anglaise du texte entier a été effectuée par Eillenn Gardiner en 1989. Avant cela, le texte a été traduit une première fois par Harry Leigh Douglas Ward en 1875. On doit également une première traduction du texte intégral en français à Alexandre Micha tandis que celle en allemand est l’œuvre de P. G. Schmidt.
Le texte racontant le voyage de Turchill dans l’au-delà est divisée en trois parties distinctes. La première est une préface par un auteur anonyme, la seconde partie met en contexte les circonstances de la vision et ainsi la plus grande partie du texte décrit la vision en elle-même.

## Biographie de Turchill
Turchill est un pauvre paysan ne sachant ni lire ni écrire vivant dans l’Essex, plus précisément dans le village de Stisted. Non loin de ce village se trouve le monastère cistercien de Coggeshall, où se trouve l’abbé qui serait l’auteur ce texte après avoir entendu le récit de la bouche de Turchill en personne. Turchill possède une très petite terre est n’a donc que très peu de revenu et a de la difficulté à payer des aumônes. Malgré cela, il est très généreux de son hospitalité, comme le mentionne saint Julien. Lors de son retour de l’au-delà, Turchill deviendra une sorte de conteur, faisant le récit de sa vision à tous et à toutes. Il ira même jusqu’à donner des nouvelles des proches décédés et convaincra certain de changer leur mode de vie.

## Vision de l'Au-delà

### Le voyage
Une journée avant la fête des apôtres Simon et Jude, alors que Turchill était au travail des champs, il aperçut un homme venant dans sa direction et il effectua une prière à saint Jacques. Une fois arrivé à son niveau, l’étranger demanda où il pourrait obtenir l’hospitalité dans la région et Turchill l’invita dans sa propre maison. L’étranger refusa puisque le paysan offrait déjà l’hospitalité à deux pauvres femmes. Après cela, il se présenta comme étant Julien l’Hospitalier et il annonça à Turchill qu’il était venu pour l’emmener faire un voyage dans l’au-delà où il découvrira les secrets de la vie après la mort.
Turchill rentra chez lui, se lava et s’endormit. Durant la nuit, saint Julien vient chercher l’âme du paysan dont le corps resta allongé dans son propre lit. Ils partirent tous deux en direction de l’Orient. Le voyage dura deux jours et deux nuits. Durant ce voyage, le corps de Turchill resta allongé, sans manger ni boire et toutes les tentatives de sa femme et des villageois pour le réveiller restèrent vaines.
Lors de son retour le dimanche soir, Turchill raconta dans les moindres détails, comme le lui avait demandé saint Julien, les péripéties de son voyage à tous les paroissiens rassemblés pour la Toussaint et le jour des Morts. Par la suite, il alla dans de nombreux villages dans le but de raconter sa vision de l’au-delà.

### La basilique Sainte-Marie
Turchill et saint Julien se rendirent en premier lieu à la basilique Sainte-Marie qui servait de point de rassemblement des âmes. Au-dessus de l’imposant bâtiment brûlait constamment une flamme faisant office de soleil. Du côté oriental de la basilique se trouvait le feu purgatoire ainsi qu’un chemin menant vers le Mont de la Joie.
C’est dans cette basilique que l’on procédait à la pesée des âmes. L'archange saint Michel avec les apôtres Pierre et Paul procédaient à la pesée alors que saint Domnin arrosait les âmes d’eau bénite. Il y avait des âmes blanches, des âmes noires et des âmes tachetées noir et blanc. Les âmes blanches, exemptées de la pesée, empruntaient le chemin de gazon menant au Mont de la Joie sans être atteintes par le feu. Celles présentant des taches mais qui n’étaient pas entièrement noires passèrent au purgatoire. Les autres âmes attendaient leur tour pour la pesée de leurs actions. Saint Michel et le diable posaient tour à tour des poids correspondant aux actions du défunt d’un côté et de l’autre de la balance. Une fois le calcul effectué, l’âme était envoyée dans le feu purgatoire ou dans un puits rempli de flammes selon le résultat.
Durant sa visite de la basilique, Turchill aperçut des âmes tachetées de noir qui attendaient près du mur nord. Ces âmes étaient grandement incommodées par une épaisse fumée nauséabonde provenant du puits. La puanteur se rendit jusqu’à Turchill qui fut atteint d’une sévère toux qui l’empêcha de respirer. Saint Julien lui expliqua qu’il s’agissait de la punition pour ne pas avoir payé justement la dîme. Turchill reconnut avoir été fautif et promit de se confesser dès son retour du voyage.

### Le purgatoire
Alors que les âmes entièrement blanches empruntaient un chemin couvert de gazon et sans embûche vers le Mont de la Joie, celles présentant des taches noires mais qui n’étaient pas impardonnables se devaient d’être purifiées. Ainsi, ces dernières empruntaient la porte de la partie orientale pour passer dans le feu purgatoire. Les flammes brûlaient les pécheurs durant un temps variant selon les fautes de chacun sous la vigilance de saint Nicolas, maître du purgatoire. Ensuite, elles se rendaient dans un lac glacé, situé juste à côté du feu. Après avoir franchi le lac, la traversée était plus ou moins facile en fonction de leur expiation, les âmes, de plus en plus blanches, se rendaient au pont, dernier obstacle vers le Mont de la Joie. Le pont était couvert de clous et de piquets acérés de manière qu’il soit impossible de le traverser sans en sortir les mains et les pieds ensanglantés.
Une fois parvenues devant le temple du Mont de la Joie, dans la partie sud se trouvaient des centaines d’âmes attendant d’accéder à l’intérieur et au repos. Pour ce faire, les âmes dépendaient entièrement des prières des membres de leur famille et de leurs amis pour obtenir le salut de leur âme. Là, Turchill reconnut son défunt maître, Roger Picoth à qui l’entrée avait été refusée, car il devait quarante deniers à ses salariés. Ce dernier priait donc son fils de s’acquitter de sa dette pour lui éviter le même sort.
Saint Michel conduisit ensuite Turchill du côté nord du temple où se trouvait son père. Celui-ci était à peine reconnaissable, il expiait sa peine pour « avoir fraudé sur des marchandises et avoir fait porter la responsabilité de la tromperie à d’autres que lui ». Saint Michel offrir à Turchill de mettre fin au châtiment de son père en échange de dix célébrations de messes, ce qui le paysan accepta. Le père de Turchill put ainsi gagner son passage vers le temple.

### L'enfer
Durant son voyage, Turchill assista en compagnie des Saints et des démons à la torture des âmes. L’enfer était constitué de multiples loges, certaines habitées par des pêcheurs, d’autres toutefois étaient vides et en construction plus ou moins avancée. Turchill apprit que les loges vides appartenaient aux vivants qui au fur et à mesure de leurs actions construisaient leur propre loge pierre par pierre. Les habitants des loges souffraient terriblement, leur corps étant « transpercés par les clous chauffés à blanc ». Quand vint le moment de la torture les démons allèrent chercher des pécheurs un à un et firent un spectacle de leurs supplices. À l’orgueilleux, au prêtre qui s’était enrichi personnellement et au chevalier on fit subir de nombreuses brûlures et plusieurs démembrements. Au juge qui avait profité de pots-de-vin on le vit avaler des pièces de monnaie ardentes pour les lui faire vomir en roulant sur lui une roue clouée et enflammée. Le même sort fut réservé aux voleurs d’église. Aux coupables d’adultères et aux menteurs on les fit s’entre-dévorer. Les paysans malhonnêtes ayant laissé leurs animaux mourir de faim et d’épuisement se firent déchiqueter par une horde de taureaux. Voici quelques-uns des exemples de châtiments dont Turchill fut témoin lors de son séjour en enfer.
Un peu plus loin se trouvaient également quatre loges, celles-ci beaucoup plus vastes et accueillant plusieurs âmes à la fois. La première était remplie de graisse bouillante où ses occupants trempaient. La seconde était recouverte de neige et de glace glaçant tous ceux y résidant. La troisième contenait de l’eau sulfureuse d’où s’échappait une odeur nauséabonde. Puis enfin la quatrième était plein d’eau salée semblable à de l’acide. Tous les huitièmes jours, les locataires de chacune de ces loges effectuaient une rotation de la première à la deuxième et ainsi de suite.

### Le Mont de la Joie et la rencontre avec Adam
Dans le temple, Turchill ne vit que des âmes parfaitement blanches. Des hommes et des femmes se trouvaient dans une grande joie et se nourrissaient de musique divine. Chacun possédait son propre domicile où ils se réunissaient avec leurs proches.
Avant de mettre fin à son voyage, Turchill fut emmené vers la cour Est du temple. Là se trouvait un vaste et magnifique jardin, sous un arbre immense se trouvait Adam, le premier homme. Il avait un œil joyeux, pour les âmes sauvées, et un œil pleurant, pour ses enfants perdus. Saint Michel expliqua au paysan qu’Adam devait attendre que les bonnes actions de ses descendants rachètent le péché originel et que seulement alors il récupérerait la robe de l’immortalité et qu’une fois qu’il portera cette tenue le monde arriverait à sa fin.
Ensuite, saint Michel demanda à saint Julien de raccompagner Turchill en son propre monde. Ce dernier se réveilla immédiatement dans son lit, et alla raconter sa vision.

## Analyse de la Vision
Plusieurs spécialistes se sont interrogés sur la signification de la Vision de Thurchill. Il est clair que cette dernière s’inscrit dans la tradition plus large des visions de l’Au-delà qui amène différents personnages, riches ou pauvres, membres du clergé ou laïcs, à visiter, sous la forme d’une vision, le monde des morts notamment le paradis, l’enfer et le purgatoire. Alors que les points cardinaux semblent avoir une grande importance dans l’Au-delà visité par Thurkill, on insiste pour tracer une topographie plaçant l’enfer et son théâtre au nord et le temple du Mont de la Joie complètement à l’est. Pourtant malgré cette précision sur la disposition des différents établissements divins, on ne retrouve aucune information concernant l’emplacement de l’Au-delà à l’exception qu’« ils se dirigèrent vers l'est, jusqu’au milieu du monde ». Carozzi est Lotz s’entendent tous deux sur l’hypothèse que cette structure topographique prendrait son origine chez Bède. Carozzi considère la vision de Thurchill comme étant en quelque sorte une allégorie d’une cité funéraire. En effet, selon lui, la basilique Sainte-Marie se trouvant au centre d’un tout. Cet ensemble que forme la vision et dans lequel Thurchill et les différents saints se promènent à pied en faisant fi de la distance rappellerait un site funéraire avec ses différents bâtiments. De plus, cette action de marcher serait également un rappel au pèlerinage, Carozzi souligne notamment que lors de l’arrivée de Thurchill, saint Jacques le désigne comme étant « son pèlerin ». Pour sa part, Schmidt propose une analyse littérale de cette désignation en affirmant que Thurchill aurait participé, avant la vision, à un pèlerinage peut-être celui de Compostelle. Cette dernière hypothèse serait également confirmée par la présence de saint Domnin qui serait associé à la ville de Rome.
Enfin, Lotz apporte deux explications à la précision de la description des lieux dans la vision. La première serait le résultat d’une sorte de consensus au sein de la communauté religieuse concernant la disposition du monde des morts. La deuxième explication consisterait davantage en un objectif d'enseignement justifiant l’utilisation de la symbolique propre à la chrétienté.